# George E. Bell
 (février 2025).
Si vous disposez d'ouvrages ou d'articles de référence ou si vous connaissez des sites web de qualité traitant du thème abordé ici, merci de compléter l'article en donnant les références utiles à sa vérifiabilité et en les liant à la section « Notes et références ».
Pour les articles homonymes, voir George Bell et Bell.
George Ernest Bell (21 novembre 1883-16 novembre 1970) est un homme politique canadien de l'Alberta. Il est député provincial créditiste de la circonscription albertaine de Gleichen (en) de 1944 à 1963.